# Attaques du Tombouctou et de Bamba
Pour les articles homonymes, voir Attaque de Bamba.
Guerre du Mali
Batailles
Les attaques du Tombouctou et de Bamba ont lieu le 7 septembre 2023 lors de la guerre du Mali. Elles sont menées simultanément par les djihadistes du Groupe de soutien à l'islam et aux musulmans qui assaillent un camp militaire de l'armée malienne à Bamba et tirent des roquettes sur le bateau Tombouctou sur le fleuve Niger, au niveau du village de Banikane, près de Gourma-Rharous.

## Déroulement
Le 7 septembre, le Groupe de soutien à l'islam et aux musulmans (GSIM) lance deux attaques à Bamba et près de Banikane, à l'est de Gourma-Rharous, deux communes distantes d'une trentaine de kilomètres,. À cette période, le GSIM impose depuis plus d'un mois un blocus à la ville de Tombouctou,,.
À Bamba, les djihadistes lancent une attaque contre le camp militaire de l'armée malienne,. Celui-ci est pris et brièvement occupé par les assaillants qui s'emparent de plusieurs équipements. 
Sur le fleuve Niger, au hauteur du village de Banikane, près de la ville de Gourma-Rharous, les djihadistes attaquent également le Tombouctou est un navire de la compagnie malienne de navigation, en service depuis 1978, qui assure la liaison entre Koulikoro et Gao,,,. D'une capacité de 300 personnes, il est cependant surchargé lors de cette traversée, avec plus de 500 personnes à bord, dont des militaires,. L'attaque débute dans la matinée, avec des échanges de coups de feu entre les djihadistes embusqués sur les berges et les soldats maliens postés sur les ponts supérieurs. Vers 10 h 30, le navire est heurté par au moins trois roquettes : les moteurs sont touchés et explosent, ce qui provoque un immence incendie,,,. Certains passagers se retrouvent bloqués à l'intérieur du navire, d'autres se jettent à l'eau mais plusieurs se noient. Environ 400 rescapés trouvent refuge dans les villages avoisinants le fleuve Niger. Ils sont ensuite acheminés à Gourma-Rharous.
Les deux attaques sont par la suite revendiquées par le Groupe de soutien à l'islam et aux musulmans,,. 

## Pertes
Le lendemain de l'attaque, la junte malienne décrète un deuil national de trois jours et annonce « un bilan provisoire de 49 civils et 15 militaires tués » lors de ces attaques,. Cependant, le communiqué du gouvernement ne précise pas combien de personnes sont mortes respectivement sur le navire et dans la base. La junte n'actualise pas non plus son bilan dans les jours qui suivent.
Le 11 septembre, RFI indique que de nombreuses « sources sécuritaires et civiles locales avancent un bilan dépassant la centaine de victimes ». 
Des dizaines de corps sont repêchés et enterrés directement sur les berges du fleuves. Des dizaines d'autres personnes sont également portées disparues. Le 15 septembre, Flore Monteau, journaliste de Jeune Afrique, indique que selon le chef d'un village voisin, plus d’une centaine de victimes ont déjà été enterrées – sans compter les passagers ayant péri dans les flammes. Une autre source locale fait état d'au moins 130 vicitimes : « Certains cadavres sont encore en train d’être repêchés dans l'eau, le bilan pourrait encore grimper. [...] C’est l’une des plus grandes tragédies que le Mali ait jamais connu ».
Dans un rapport publié le 1er novembre 2023, Human Rights Watch rapporte qu'au moins 120 personnes ont péri lors de l'attaque, d'après plusieurs témoignages. Un survivant ayant accompagné les sauveteurs sur le site de l'attaque affirme que 154 corps ont été récupérés.
Du côté des djihadistes, la junte affirme qu'à Bamba, la riposte de l'armée a permis de « neutraliser une cinquantaine de terroristes » et que l'assaut contre le bateau a aussi fait « des blessés ainsi que des dégâts matériels ».